# Pedro de la Fuente y Rojas
Pedro Andrés de la Fuente Rojas y Sánchez Cortés de Monroy (San Clemente de Mancera, 25 de marzo de 1679 - Lima, 1734), fue un noble criollo y funcionario colonial en el Virreinato del Perú. Primer Conde de Fuente Roja.

## Biografía
Fueron sus padres el general Juan Lucas de la Fuente y Rojas y la dama pisqueña Andrea Sánchez Cortés de Monroy. Distinguido con el nombramiento honorario de capitán de caballos de la guardia del virrey, ejerció sucesivamente los cargos de contador mayor del Real Tribunal de Cuentas, gobernador de Huancavelica y superintendente de la real mina de azogue, y juez de comisos en Ica. Por sus destacados servicios, el rey Felipe V le concedió el Condado de Fuente Roja (1723). Al año siguiente, fue elegido alcalde ordinario de Lima (1724), y finalmente se le otorgó el hábito de caballero de la Orden de Calatrava en 1727.

## Matrimonio y descendencia
Se casó en Lima con María Teresa de Villalta y Núñez, hija del general José de Villalta Aguilera y Francisca Núñez de Rojas, con quien tuvo a:
- Juan José de la Fuente y Villalta, II conde de Fuente Roja, sin sucesión.

| Predecesor: Melchor Malo de Molina y Espínola | Alcalde ordinario de Lima Primer voto 1724 | Sucesor: Tiburcio Ladrón de Guevara Ríos y Caballero |